# Lincoln Road

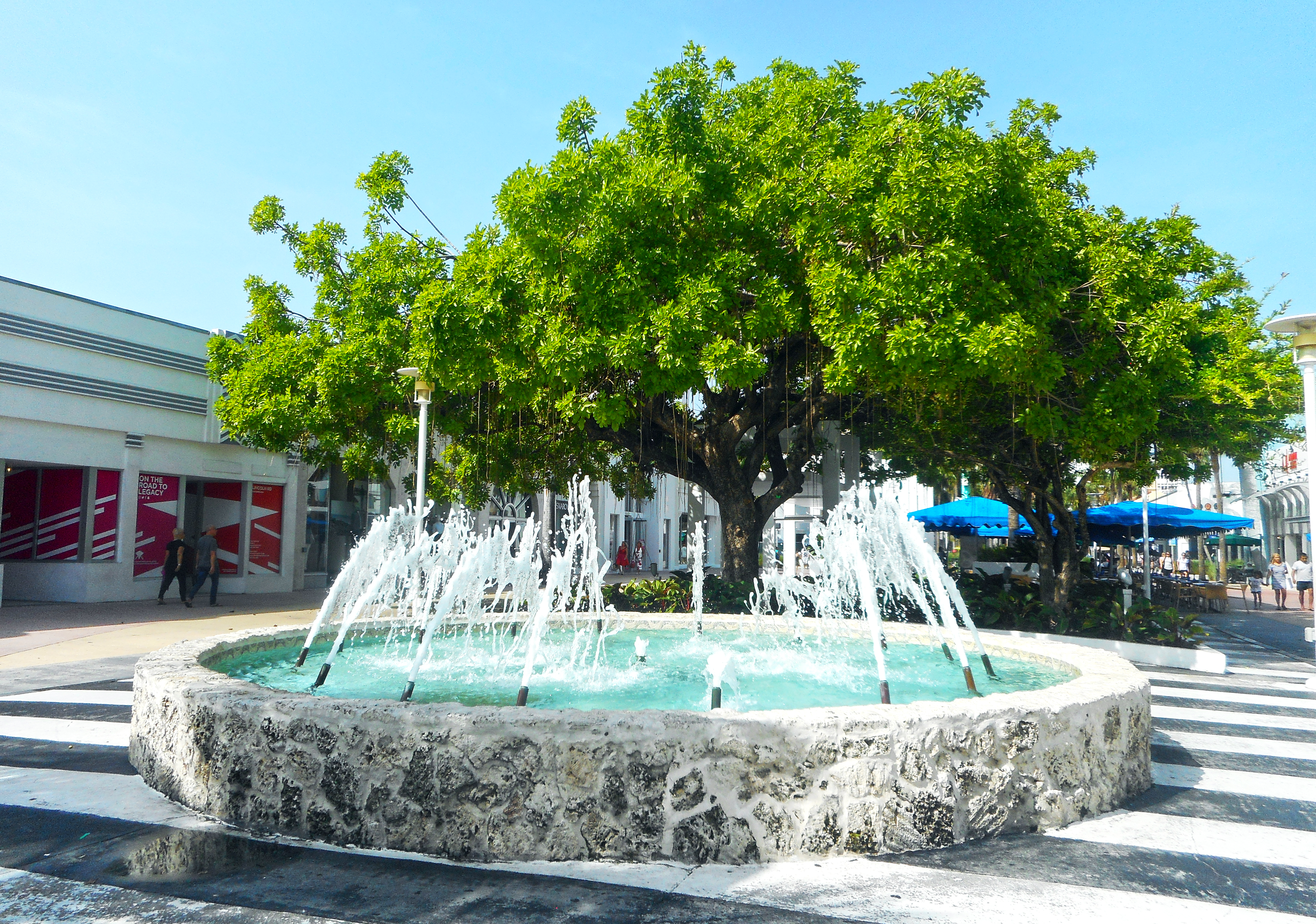
Chafariz no interior da Lincoln Road.

A Lincoln Road, também conhecida como Lincoln Road Mall, é um calçadão situado em Miami Beach, no estado americano da Flórida. Localizada entre a 16th Street e a 17th Street, no bairro de South Beach, o calçadão cruza a cidade de leste a oeste. A via, que é exclusiva para pedestres entre a Washington Avenue e a Alton Road, possui lojas, restaurantes, galerias de arte e outros pontos de interesse ao longo de sua extensão.
O calçadão, que possui aproximadamente 1,5 km de extensão, é o endereço de diversas lojas tradicionais de roupas, como a Nike, a Zara e a Forever 21. Diversos restaurantes e bares podem ser encontrados por quem circula no local. No dia 6 de maio de 2011, por recomendação da DOCOMOMO (Documentation and Conservation of the Modern Movement), a Lincoln Road foi adicionada ao Registro Nacional de Lugares Históricos, a lista oficial dos distritos, lugares, edifícios, estruturas e objetos que devem ser preservados nos Estados Unidos.